# Блечепсин
Блече́псин (адыг. Блащэпсынэ) — аул в Кошехабльском районе Республики Адыгея России. Образует Блечепсинское сельское поселение.

## История
Во время Русско-черкесской (Кавказской) войны, после экспедиций Глазенапа на аулы Малки в Кабарде в 1804-1805 годах, некоторые кабардинские роды ушли в Закубанье и поселились в 1806 году на реке Чехрак, а также на холме над рекой Чебленок в количестве 30 и 16 дворов соответственно. В 1868 году к ним добавились переселенные после Ходзьского восстания тлякотлеши: Ашибов, Деров, Думанов, Докшоков, Кандауров, Шовгенов с зависимыми от них людьми. Однако Блечепсин как аул в Кубанской области начали упоминать только с 1873 года, когда все вновь образованные населенные пункты внесли в реестр. Аул назван в честь почитаемого местными жителями источника, что в переводе с черкесского обозначает «блащэ» — клён, «псынэ» — родник, т.е. «блащэпсынэ» — кленовый источник.

## Население
| 2002  | 2010  | 2012  | 2013  | 2014  | 2015  | 2016  |
| ----- | ----- | ----- | ----- | ----- | ----- | ----- |
| 3029  | ↗3148 | ↘3124 | ↘3096 | ↘3077 | ↗3099 | ↘3094 |
| 2017  | 2018  | 2019  | 2020  | 2021  | 2023  | 2024  |
| ↘3074 | ↗3084 | ↘3067 | ↘3064 | ↗3165 | ↘3149 | ↗3210 |

Национальный состав по переписи населения 2010 года:
- адыгейцы — 2 899 чел. (92,1 %),
- черкесы — 208 чел. (6,6 %),
- другие — 41 чел. (1,3 %).

По данным Всероссийской переписи 2021 года:
| Народ               | Численность, чел. | Доля от всего населения, % |
| ------------------- | ----------------- | -------------------------- |
| адыги (черкесы)     | 3 010             | 95,10 %                    |
| русские             | 41                | 1,30 %                     |
| другие / не указано | 114               | 3,60 %                     |
| всего               | 3 165             | 100,0 %                    |

## Улицы
- Адыгейская,
- им. Сальмана Болокова,
- им. Ворошилова,
- Восточная,
- им. Калинина,
- им. Карла Маркса,
- Комсомольская,
- Комсомольский пер.,
- им. Алия Кошева,
- им. Заура Кунова,
- им. Ленина,
- Новая,
- Первомайская,
- Пионерская,
- Подгорная,
- Полевая,
- пер. Пушкина,
- им. Пушкина,
- Северная,
- Тургенева,
- им. Мусы Шикова,
- Школьная,
- им. Шовгенова,
- им. Герцена

## Известные уроженцы аула
- Кошев, Алий Юсуфович (1922—1971) — Герой Советского Союза.
- Альхаов, Схатбий Туркубиевич (род. 1975) — спортсмен (борьба самбо). Четырёхкратный чемпион России (1998, 1999, 2001, 2003), двукратный чемпион европейской части России (1997, 1998), трехкратный чемпион Европы (1998, 2000, 2004), чемпион Европы среди клубных команд (1998). Обладатель Кубка мира в личном (1997) и командном (2001) зачете. Двукратный чемпион мира (1999, 2003). Мастер спорта международного класса по самбо (2002), заслуженный мастер спорта по самбо (1999).
- Муратов, Чапай Измайлович (1939 — 2013) — заслуженный артист России, народный артист Республики Адыгея, заслуженный артист Кабардино-Балкарии.